# Rels B
Daniel Heredia Vidal (Palma, 18 d'octubre de 1993), conegut professionalment pel nom de Rels B, és un raper, compositor i productor musical mallorquí. És considerat un dels grans representants de la nova onada del hip-hop en castellà i l'artista espanyol més escoltat a Spotify del 2024.

## Trajectòria
Rels B va començar la seva carrera musical de jove. Inicialment es va dedicar a fer de productor, encara que ja va gravar un parell de cançons durant aquella època. El 2014 fa el seu debut oficial amb l'EP Change or Die, el 2014.
El 2015 publicà el seu segon EP Player Hater, que conté en vuit cançons produïdes per Itchy & Buco Sounds, mesclades i masteritzades per Quiroga. Cançons com «Don't Tell My Mama», «Word Up», «Big Pla $», «Hood Girl» i «Palm Tree» aportaren un cert èxit a les xarxes socials i milions de visites a YouTube. A la vegada, el videoclip de «Mary Jane», amb el qual va obtenir una gran acceptació del públic, fou produït per Itchy & Buco Sounds i Nibiru Films.
L'any 2016 va estrenar els videoclips de les cançons «Skinny Flakkkkkkk» i «Tienes el Don» a YouTube, amb els quals va captar l'atenció d'altres representants del gènere. El seu primer àlbum, Boys Don't Cry es llançà el mateix any amb un total de 12 cançons i produït per Itchy & Buco Songs i dirigit per Quiroga.
L'any 2017 va tornar amb un projecte audiovisual que consistia en diverses cançons amb Indigo James: «Nueva generación», «A solas», «Lord Forgive Me» i «I Know». Després presentà la cançó «Libres» i el videoclip de «Rock & Roll», amb el qual va acumular més de 2 milions de visualitzacions en menys d'un mes.
L'any 2019, el mallorquí va celebrar el seu aniversari i llançà l'àlbum Happy Birthday Flakko. A finals de l'any 2020 presentà l'àlbum La Isla LP consta de 10 cançons que tracten del confinament, de desamor i de la seva illa natal, Mallorca.

## Discografia
Àlbums d'estudi
- Boys Don't Cry (2016)
- Inéditos (2017)
- Vida Play (2018)
- Flakk Daniel's LP (2018)
- Happy Birthday Flakko (2019)
- La Isla LP (2020)
- A new star 1993 (2024)[7]